# Stazione di Montemaggiore Belsito
La stazione di Montemaggiore Belsito è una stazione ferroviaria posta sul tronco comune alle linee Agrigento-Palermo e Caltanissetta-Palermo. Sita nel territorio comunale di Caccamo, serve tuttavia prevalentemente il limitrofo comune di Montemaggiore Belsito.

## Movimento
La stazione è servita esclusivamente da treni regionali della relazione Palermo-Agrigento (e viceversa) con cadenza oraria. La stazione è anche utilizzata per gli incroci dei treni in coincidenza diretti in tutte le direzioni.